# This Girl is Bad Ass
This Girl is Bad Ass ist ein thailändischer Martial-Arts-Film aus dem Jahr 2011 mit Yanin Vismistananda in ihrer dritten Hauptrolle. 

## Handlung
Jukkalan wohnt bei ihrem Onkel Wang in Bangkok und verdient ihren Lebensunterhalt als Fahrradkurier. Als sie für den dubiosen Samureng ein Paket zustellen soll und es bei dieser Zustellung Probleme gibt, geraten sie und ihr Onkel in große Gefahr. Samreng ist der hiesige Mafiaboss und das Paket war eine Drogenlieferung. Nicht genug damit, hat Jukkalan auch noch einen Verehrer und mit diesem auch das eine oder andere Problem.

## Veröffentlichung in Deutschland
In Deutschland erschien der Film am 6. November 2014 unter dem Titel Fighting Beat 3 auf DVD. Mit Fighting Beat 3 hat man sich jetzt zum zweiten Mal für einen deutschen Filmtitel eines Jeeja-Yanin-Films bedient, der wie schon bei Fighting Beat 2 gar nichts mit dem ursprünglichen Film Fighting Beat zu tun hat.